# Liste der Nummer-eins-Hits in Dänemark (1993)
Diese Liste enthält alle Nummer-eins-Hits in Dänemark im Jahr 1993. Es gab in diesem Jahr acht nachgewiesene Nummer-eins-Singles. Music & Media

## Singles
| | Liste der Nummer-eins-Hits in Dänemark | Liste der Nummer-eins-Hits in Dänemark | Liste der Nummer-eins-Hits in Dänemark | 1994 →                                            |
| \| Zeitraum \| Wo. ges. \| Interpret \| Titel Autor(en) \| Zusätzliche Informationen \| \| (Zeitraum, Wochen auf Platz eins, Interpret, Titel, Autor[en], zusätzliche Informationen) \| \| \| \| \| \| ----------------------------------------------------------------------------------------- \| -------- \| --------------- \| -------------------------------------------------------------------------------------------------------------------------------------------- \| ------------------------------------------------- \| \| 10. Oktober 1992 – 15. Januar 1993 14 Wochen \| 14 \| Ace of Base \| All That She Wants Ulf Gunnar Ekberg, Malin Sofia Katarina Berggren, Jonas Petter Berggren, Jenny Cecilia Berggren \| – \| \| 16. Januar 1993 – 22. Januar 1993 1 Woche \| 1 \| Ace of Base \| Happy Nation Ulf Gunnar Ekberg, Jonas Petter Berggren \| – \| \| 23. Januar 1993 – 5. März 1993 6 Wochen \| 6 \| Whitney Houston \| I Will Always Love You Dolly Parton \| – \| \| 6. März 1993 – 9. April 1993 5 Wochen \| 5 \| Cut ’n’ Move \| Give It Up Harry Wayne Casey, Deborah J. Carter \| – \| \| 10. April 1993 – 7. Mai 1993 4 Wochen \| 4 \| 2 Unlimited \| No Limit Musik: Jean-Paul Coster, Phil Wilde; Text: Anita D. Dels, Raymond Slijngaard \| – \| \| 8. Mai 1993 – 9. Juli 1993 9 Wochen \| 9 \| Snow \| Informer Shawn Leigh Moltke, Darrin Kenneth O’Brien, Edmond Daryll Leary, Michael L. Grier \| – \| \| 10. Juli 1993 – 30. Juli 1993 3 Wochen \| 3 \| Haddaway \| What Is Love Musik: Dee Dee Halligan; Text: Junior Torello \| – \| \| 31. Juli 1993 – 6. August 1993 1 Woche \| 1 \| UB40 \| (Can’t Help) Falling in Love with You Luigi Creatore, Hugo E. Peretti, George David Weiss \| Im Original für Elvis Presley (1961) geschrieben. \| \| 7. August 1993 – 24. September 1993 7 Wochen \| 7 \| Culture Beat \| Mr. Vain Musik: Nosie Katzmann, Stephan Zick; Text: Nosie Katzmann, Jay Supreme \| – \| \| 25. September 1993 – 29. Oktober 1993 5 Wochen \| 5 \| 4 Non Blondes \| What’s Up Linda Perry \| – \| \| 30. Oktober 1993 – 5. November 1993 1 Woche \| 1 \| Freddie Mercury \| Living on My Own Frederick Mercury \| – \| \| 6. November 1993 – 26. November 1993 3 Wochen (insgesamt 4) \| 4 \| Meat Loaf \| I’d Do Anything for Love (But I Won’t Do That) Jim Steinman \| – \| \| 27. November 1993 – 4. Dezember 1993 1 Woche (insgesamt 5) \| 5 \| Ace of Base \| The Sign Musik: Ulf Gunnar Ekberg, Malin Sofia Katarina Berggren, Jonas Petter Berggren, Jenny Cecilia Berggren; Text: Jonas Petter Berggren \| – \| \| 5. Dezember 1993 – 10. Dezember 1993 1 Woche (insgesamt 4) \| 4 \| Meat Loaf \| I’d Do Anything for Love (But I Won’t Do That) Jim Steinman \| – \| \| 11. Dezember 1993 – 7. Januar 1994 4 Wochen (insgesamt 5) \| 5 \| Ace of Base \| The Sign Musik: Ulf Gunnar Ekberg, Malin Sofia Katarina Berggren, Jonas Petter Berggren, Jenny Cecilia Berggren; Text: Jonas Petter Berggren \| – \| |                                        |                                        | |                                                   |
| |                                        |                                        | | → 1994 →                                          |
| Zeitraum | Wo. ges.                               | Interpret                              | Titel Autor(en) | Zusätzliche Informationen                         |
| (Zeitraum, Wochen auf Platz eins, Interpret, Titel, Autor[en], zusätzliche Informationen) |                                        |                                        | |                                                   |
| 10. Oktober 1992 – 15. Januar 1993 14 Wochen | 14                                     | Ace of Base                            | All That She Wants Ulf Gunnar Ekberg, Malin Sofia Katarina Berggren, Jonas Petter Berggren, Jenny Cecilia Berggren                           | –                                                 |
| 16. Januar 1993 – 22. Januar 1993 1 Woche | 1                                      | Ace of Base                            | Happy Nation Ulf Gunnar Ekberg, Jonas Petter Berggren                                                                                        | –                                                 |
| 23. Januar 1993 – 5. März 1993 6 Wochen | 6                                      | Whitney Houston                        | I Will Always Love You Dolly Parton | –                                                 |
| 6. März 1993 – 9. April 1993 5 Wochen | 5                                      | Cut ’n’ Move                           | Give It Up Harry Wayne Casey, Deborah J. Carter                                                                                              | –                                                 |
| 10. April 1993 – 7. Mai 1993 4 Wochen | 4                                      | 2 Unlimited                            | No Limit Musik: Jean-Paul Coster, Phil Wilde; Text: Anita D. Dels, Raymond Slijngaard                                                        | –                                                 |
| 8. Mai 1993 – 9. Juli 1993 9 Wochen | 9                                      | Snow                                   | Informer Shawn Leigh Moltke, Darrin Kenneth O’Brien, Edmond Daryll Leary, Michael L. Grier                                                   | –                                                 |
| 10. Juli 1993 – 30. Juli 1993 3 Wochen | 3                                      | Haddaway                               | What Is Love Musik: Dee Dee Halligan; Text: Junior Torello                                                                                   | –                                                 |
| 31. Juli 1993 – 6. August 1993 1 Woche | 1                                      | UB40                                   | (Can’t Help) Falling in Love with You Luigi Creatore, Hugo E. Peretti, George David Weiss                                                    | Im Original für Elvis Presley (1961) geschrieben. |
| 7. August 1993 – 24. September 1993 7 Wochen | 7                                      | Culture Beat                           | Mr. Vain Musik: Nosie Katzmann, Stephan Zick; Text: Nosie Katzmann, Jay Supreme                                                              | –                                                 |
| 25. September 1993 – 29. Oktober 1993 5 Wochen | 5                                      | 4 Non Blondes                          | What’s Up Linda Perry | –                                                 |
| 30. Oktober 1993 – 5. November 1993 1 Woche | 1                                      | Freddie Mercury                        | Living on My Own Frederick Mercury | –                                                 |
| 6. November 1993 – 26. November 1993 3 Wochen (insgesamt 4) | 4                                      | Meat Loaf                              | I’d Do Anything for Love (But I Won’t Do That) Jim Steinman                                                                                  | –                                                 |
| 27. November 1993 – 4. Dezember 1993 1 Woche (insgesamt 5) | 5                                      | Ace of Base                            | The Sign Musik: Ulf Gunnar Ekberg, Malin Sofia Katarina Berggren, Jonas Petter Berggren, Jenny Cecilia Berggren; Text: Jonas Petter Berggren | –                                                 |
| 5. Dezember 1993 – 10. Dezember 1993 1 Woche (insgesamt 4) | 4                                      | Meat Loaf                              | I’d Do Anything for Love (But I Won’t Do That) Jim Steinman                                                                                  | –                                                 |
| 11. Dezember 1993 – 7. Januar 1994 4 Wochen (insgesamt 5) | 5                                      | Ace of Base                            | The Sign Musik: Ulf Gunnar Ekberg, Malin Sofia Katarina Berggren, Jonas Petter Berggren, Jenny Cecilia Berggren; Text: Jonas Petter Berggren | –                                                 |